# Atonia fulvipes
Atonia fulvipes är en tvåvingeart som beskrevs av Carrera 1946. Atonia fulvipes ingår i släktet Atonia och familjen rovflugor. Inga underarter finns listade i Catalogue of Life.